# 2003年斯里兰卡气旋
2003年5月，一场正式名称为“第一号特强气旋风暴鲍勃”（Very Severe Cyclonic Storm BOB 01）的热带气旋在斯里兰卡引发56年来最严重的洪涝灾害。系统于5月10日在孟加拉湾上空发展形成，是2003年北印度洋气旋季的首场风暴。由于外界环境有利，系统在向西北方向移动的过程中稳步加强。根据北印度洋盆地区域专责气象中心印度气象局的纪录，气旋于5月13日达到持续风速每小时140公里的最高强度，按标准属特强气旋风暴。气旋在孟加拉湾中部上空向北飘移，因风切变增多而逐渐减弱。风暴转向东进，于5月16日退化成强烈低气压，然后蜿蜒向东北方向移动并重新增强成气旋风暴。系统从缅甸西部登岸，于次日在陆地上空消散。
斯里兰卡5月前半个月里的天气一直很潮湿，气旋在孟加拉湾中部基本停止前进期间又给该国西南部带去倾盆大雨。风暴将大量水分引至该岛山区，产生大量降水。拉特納普勒一处气象站在5月17日的18小时里共测得366.1毫米雨量，其中1个小时里就降下99.8毫米。斯里兰卡西南部共因降雨引发的洪灾和山体滑坡导致2万4750户民宅被毁，另有3万2426套受到一定程度破坏，致使约80万人无家可归。风暴一共造成260人死亡，经济损失约1亿3500万美元。气旋还令印度的安达曼-尼科巴群岛及该国孟加拉湾沿岸地区降下小雨。除此以外，风暴把水分推离印度大陆，可能因此引发旷日持久的热浪，夺走1400人的生命，缅甸也出现暴雨。

## 气象历史
5月6日左右，延伸到孟加拉湾南部的季风槽产生广阔的雷暴活动区。次日这里有广阔的低气压区形成，并且基本上没有移动。接下来几天里，对流的强度不断变化，到5月10日时已围绕新生成的外层低气压组织起来。协调世界时5月10日凌晨3点，印度气象局宣布印度尼西亚班達亞齊以西约535公里海域有低气压形成。不到9小时后，低气压进一步强化为强低气压。联合台风警报中心也在几乎同一时间将系统归类为第一号热带气旋。
由于海面温度高，上空有强烈的反气旋存在，而且风切变也少，系统在向西北方向移动期间继续发展。5月11日清晨，印度气象局将强烈低气压升级成气旋风暴，表明其持续风速至少达到每小时65公里，这天下午又进一步升级成强烈气旋风暴。与此同时，系统因受东北方向高压脊影响转向北上。气旋这时位于斯里兰卡以东约700公里洋面。风暴继续强化，于5月12日成为特强气旋风暴。联合台风警报中心也宣布第一号热带气旋的强度已相当于飓风最低标准，风力时速120公里。不过在气旋季过后的重新分析中，联合台风警报中心认为风暴的最强风速只达到每小时110公里。5月13日早上6点，印度气象局估计气旋达到风力时速140公里的最高强度。由于系统中没有眼状特征形成，因此风暴强度主要是通过德沃夏克分析法推导所得，卫星演算出的数值为4.5。
达到最高强度后，受北面高压脊产生的东向风切变增多影响，风暴开始减弱，环流中心与最深层对流逐渐分离。5月14日清晨，印度气象局将系统降级成强烈气旋风暴。在此期间，转向气流也有减弱，风暴在孟加拉湾中部蜿蜒向北前进。到5月14日晚，大部分对流都已消散，仅有中心附近的小范围区域内还有对流存在，系统强度已降至气旋风暴的最低水平。气旋转向东南，雷暴活动继续消解和衰落，再加上外界环境一直不利于系统发展，风暴于5月16日进一步弱化成强烈低气压。由于附近的高压脊向东转移，低气压的移动方向也更为稳定，起初向东移动，之后又转向东北，于5月18日从安达曼群岛西北方向洋面经过。强烈低气压这天再度增强成气旋风暴，风力时速一度提高到每小时85公里。5月19日上午10点左右，风暴从兰里岛皎漂附近登陆缅甸西部，然后急剧减弱成低气压，再于5月20日进一步退化成低气压区，并且次日就已无法再从卫星图像上辨别。

## 防灾措施和影响

### 斯里兰卡
在孟加拉湾内移动期间，风暴自始至终都和斯里兰卡有相当远的距离，所以当地没有发布气旋警报。印度的国家中程天气预报中心提前3天预计气旋可能会引发洪灾。但是，斯里兰卡政府直到5月17日才首度发布洪水警报，洪灾也是在这天开始。许多居民都是从扩音器或是他人口中得知洪水即将来袭，另有一部分是从电视或广播渠道获知。5月18日，当地有约8000人疏散到学校和公共建筑充当的应急避难场所。风暴产生的降雨正与当地雨季重叠，卡卢河附近的气象站在5月前15天里测得的降雨量超过600毫米。
位于孟加拉湾中部期间，风暴一度基本停止移动，其西南气流将大量水分带到斯里兰卡上空，引发严重洪灾。受地形抬升作用影响，该岛西南部山区降下倾盆大雨，其中大部分发生在5月17至18日。2003年5月，该国以冈那潘尼加拉伊兰加尼庄园降雨量最高，达899毫米。拉特纳普勒某气象站该月记录的总降雨量为718毫米，其中366毫米是在5月17日的18个小时里所降，该站测得的一小时内最高降雨量高达99.8毫米。这些数字创下1947年以来斯里兰卡的新纪录。降水主要集中在该岛西南部，其雨影向内陆延伸，位于该国中心位置的马特勒（Matale）也出现小雨。卡卢河溢出后，拉特纳普勒市的洪水达到3米深，大部分民房的一楼被淹，并持续了约3天之久。河岸出现山体滑坡，形成天然水坝，冲垮了一座桥梁。金河（Gin River）沿线被2米深的水淹没，多条道路受到影响，导致人员撤离工作复杂化。汉班托特区在洪水来袭前正遭受旷日持久的干旱，令洪水灾情更趋严重。除西南部洪水灾情严重外，风暴对斯里兰卡中部和中北部影响很小，首都科伦坡也没有出现严重洪灾。
由于此前的天气就很潮湿，土壤中的含水量已经饱和，因此气旋产生的降水引起严重洪灾和山体滑坡，其中又以拉特纳普勒区和努沃勒埃利耶区灾情严重。巴图戈达（Batugoda）有81人因山体滑坡丧生，拉特纳普勒也有至少125人遇难。汉班托特区、马特勒区、加勒区和卡卢特勒区的河流水位因洪水上涨，其中马特勒区的河段高水位一直持续到了5月30日。大量道路受损，用于连接拉特纳普勒和科伦坡的公路也不例外。约100所学校被毁，另有200所受到一定程度破坏，还有部分卫生机构的设备失落。风暴引发的洪灾摧毁了5万3300公顷茶叶作物，估计占到该国茶叶年产量的20%至30%。洪水还对稻田造成破坏，受灾作物约占地区总量的3%，对水稻收成的影响不大。许多地区的供电和电话服务中断，同样受到影响的还有粮食和水供应。
整个斯里兰卡有至少2万4750套民宅被洪水摧毁，另有3万2426套受到一定程度破坏，导致约80万人流离失所，许多人变得一无所有。全国一共遭受了价值1.35亿美元的损失，其中大部分来自民房和道路所受破坏。岛上共有260人因气旋引发的洪灾丧生，其中大部分发生在洪灾肆虐的该国南部沿海，特别是居民以农民为主的卡卢河沿线。建有防洪堤的地方洪水可以随已经建成的排水系统排出。

### 其他地区
风暴形成期间，安达曼-尼科巴群岛出现中等程度降水，玛雅邦特（Mayabunder）的降雨量达到70毫米。气旋之后逐渐逼近缅甸，给哈特湾带去89毫米降水。泰米尔纳德邦的多个气象站记录下少量降雨，阿迪拉马帕蒂纳姆的降雨量有98毫米。风暴边缘还给奥里萨邦沿海地区带去少量雨水，其中斯旺帕纳（Swampatna）的降雨量达到53毫米。随着气旋登陆缅甸，若开邦降下倾盆大雨，标志着这年的季风季节提前开幕。
受风暴移动速度缓慢的影响，印度东南部上空的大气流动出现变化。据印度气象局记载，这场气旋风暴可能导致沿海安得拉邦受到严重的热浪冲击，并且从5月一直持续到6月上旬，夺走多达1400人的生命，当地气温高达50°C。

## 善后

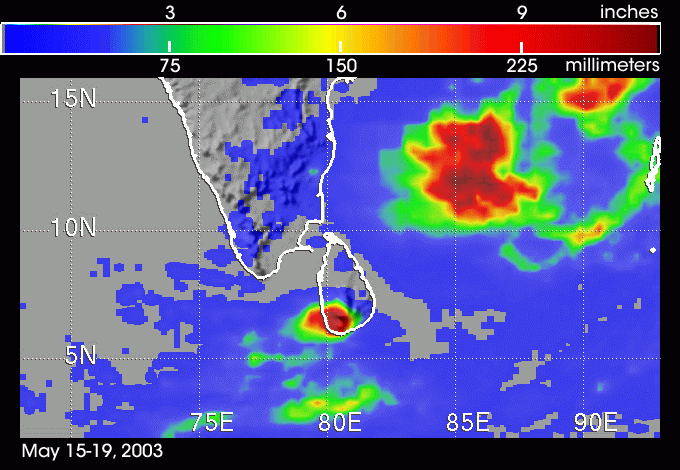
5月15至19日风暴产生的降水分布图，斯里兰卡位于中下部，红色中的黑色阴影，是降雨量最高的地区。

斯里兰卡海陆空三军和警察在洪灾过后立即展开搜救任务。海军和空军部队救出困在树上或屋顶上的居民，之后还得到印度军方的援助。但是，供电不足及基础设施受损给救灾工作带来困难。受灾最重的拉特纳普勒没有足够的医生，当地官员不得不向邻近城镇求助。洪灾发生后，腹泻、病毒性感冒和伤寒的病例报告增多。流动卫生工作组医治的人员超过4万4000人，降低了疾病传播几率。风暴过去后，某村庄居民连续3天没有食物，许多人甚至无法获得干净的水。到5月19日时，受灾最重地区的洪水开始回落，工作人员得以修复公路。政府拨出600万斯里兰卡卢比（相当于2003年的6万2500美元）的紧急救灾款，还向有亲人去世的家庭提供每名死者1万5000斯里兰卡卢比（相当于2003年的156美元）的丧葬费。5月22至25日，该国议会缩短议程，以便议员返回所在地区。到2003年5月底，政府一共拨款1729万斯里兰卡卢比（相当于2003年的18万美元）用于救灾，其中每个家庭收到2万7000斯里兰卡卢比（相当于2003年的280美元）重建家园。斯里兰卡政府还设立四人工作组来管理抗洪救灾工作。地方红十字分会动用应急物资发放了1万袋食品，还部署训练有素的志愿者前往灾区提供援助。红十字会一共发放了约2万6000条面包，862公斤糖和1775公斤大米，还有其他多种物资。截至5月20日，斯里兰卡空军已利用8架直升机空投了35吨食品。红十字会工作人员清理了该地区数以百计的水井，恢复清洁水源供应，清理工作于8月完成。洪灾爆发9天后的5月16日，95%的地区已恢复供电，许多道路逐渐重建。大部分城镇的道路到5月26日时已恢复通行，只有馬塔拉例外。由于洪灾依然肆虐，马塔拉官员为减少疾病传播而关闭了多所学校。洪水基本消退后，世界社会主义者网站指责斯里兰卡政府的灾害管理工作不够到位，森林砍伐和宝石开采都促使山体滑坡发生。2003年8月发布的一份红十字会报告指出，政府迅速响应，为灾民提供援助，但洪灾也表明该国在防灾减灾方面存在问题。
5月19日，红十字会呼吁国际社会伸出援手。红十字会还在前一天拨款5万瑞士法郎购买救灾物资，联合国人道主义事务协调办公室也提供了5万美元赠款。洪灾过后的几天里，印度政府派出船只向斯里兰卡送去充气橡皮艇和医疗用品。18个国家的红十字分会一共向斯里兰卡提供了230万瑞士法郎现款。瑞典提供80万瑞典克朗用于救灾运输和物资发放。日本政府向斯里兰卡提供了价值1980万日元的帐篷、床单及其它物品。伊朗红十字会送来价值6万5625美元的毛毯和帐篷，有240户家庭从中受益。澳大利亚政府向联合国儿童基金会提供约40万澳大利亚元，用于重建学校及其他公共设施。欧盟人道主义援助办公室向斯里兰卡捐款80万欧元（相当于2003年的94万4000美元）。世界粮食计划署向约10万户家庭提供膳食，世界卫生组织则向约10万人提供了净水药片、伤寒疫苗和保健药箱。风暴来袭期间，斯里兰卡正处于内战，但交战双方已达成停火协议，泰米尔猛虎组织派出多辆卡车，向灾区运送衣物和食品。2004年7月，亚洲开发银行向该国提供1250万美元用于修复基础设施，斯里兰卡政府则承担了其余500万美元。